# تولید فرایندی

تولید فرایندی

تولید فرایندی (انگلیسی: Process manufacturing) شاخه‌ای از تولید می‌باشد که مبتنی بر فرمول‌ها و دستورالعمل‌ها می‌باشدو در مقابل تولید گسسته قرار می‌گیرد که بر واحدهای جداگانه، فهرست مواد اولیه و مونتاژ قطعات متمرکز است.
تولید فرآیندی همچنین به‌عنوان صنایع فرآیندی شناخته می‌شود و به صنایعی مانند صنایع شیمیایی یا پتروشیمی اشاره دارد که فرایندهای تولید اولیه به طور مداوم باشد یا در دسته‌ای از مواد رخ دهد که غیرقابل تشخیص است. شرکت‌هایی که مواد اولیه را برای تولید محصولات دیگر را با استفاده از فرایندهای فیزیکی، مکانیکی و یا شیمیایی استخراج، حمل و فرآوری می‌کنند، به عنوان صنایع فرآیندی طبقه‌بندی می‌شوند. صنایع فرآیندی غالباً با سایر صنایع تولیدی متفاوت است، در اینجا از مواد اولیه برای تولید محصولات غیر مونتاژی استفاده می شود و فرایندهای تولید در یک جریان مداوم به هم متصل می‌شوند.

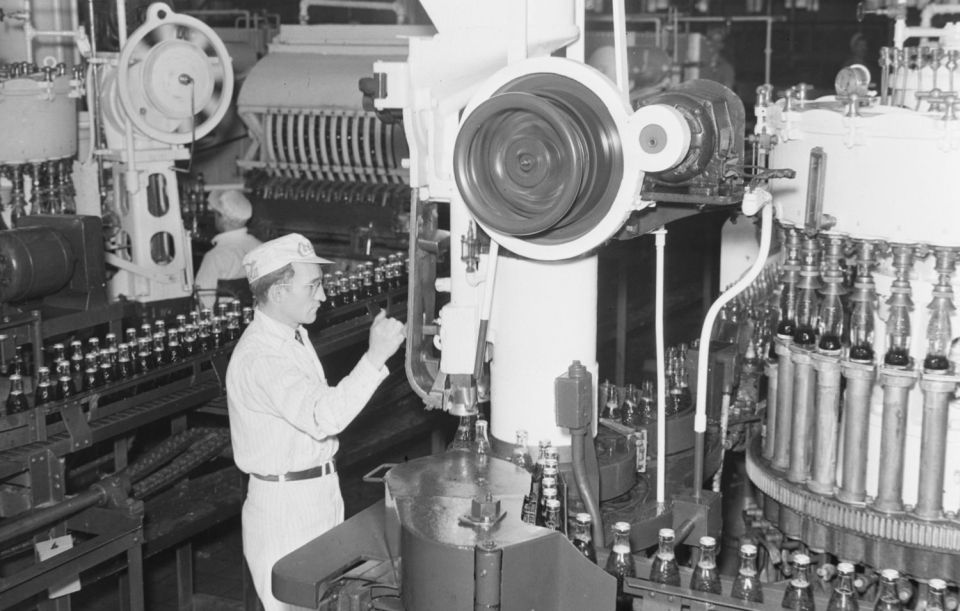
دستگاه بطری پرکن در شرکت کوکاکولا، مونترآل، کانادا (ژانویه 1941). نوشابه کوک یک نمونه از محصولات تولید فرایندی می‌باشد.

امروزه بخش عمده از بخش‌های تولیدی صنعتی مانند صنایع معدنی و فلزی، صنایع معدنی و مواد، صنایع فولادی، صنایع غذایی و آشامیدنی، صنایع شیمیایی و پتروشیمی، صنایع داروسازی، خوراک‌داروها و آب و برق را پوشش می‌دهد که دارای بسیاری از ویژگی‌های مشابه هستند.
در این نوع تولید، فاکتورهای اصلی شامل مواد اولیه به‌جای قطعات، فرمول‌ها و روش‌ها به‌جای فهرست مواد، و مواد فله به ‌جای قطعات، اجزا، و زیر جزءها هستند. اگرچه همواره هم‌پوشانی‌هایی بین این دو شاخه تولید وجود دارد، اما شکل عمده محصول نهایی و شدت مصرف منابع در فرآیند تولید به‌طور کلی سیستم‌های تولید را به یکی از این دو دسته طبقه‌بندی می‌کند.

## نمونه هایی از صنایع فرایندی
- تولید عمده دارو

- صنایع فرایندی شیمیایی و ساخت تایر (CTP)

نمونه هایی از محصولات حاصل از تولید فرایندی
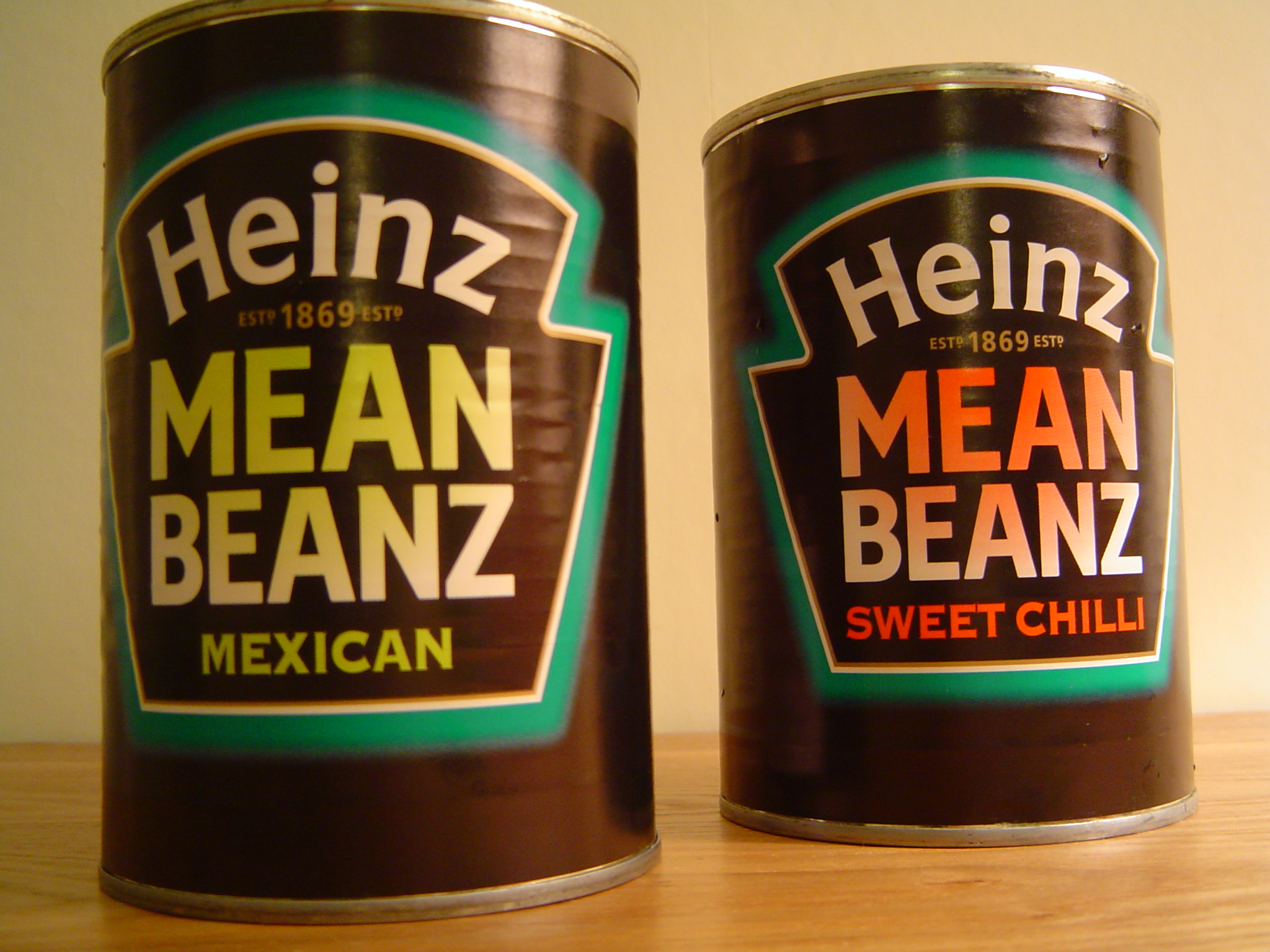
کنسرو لوبیا هاینز
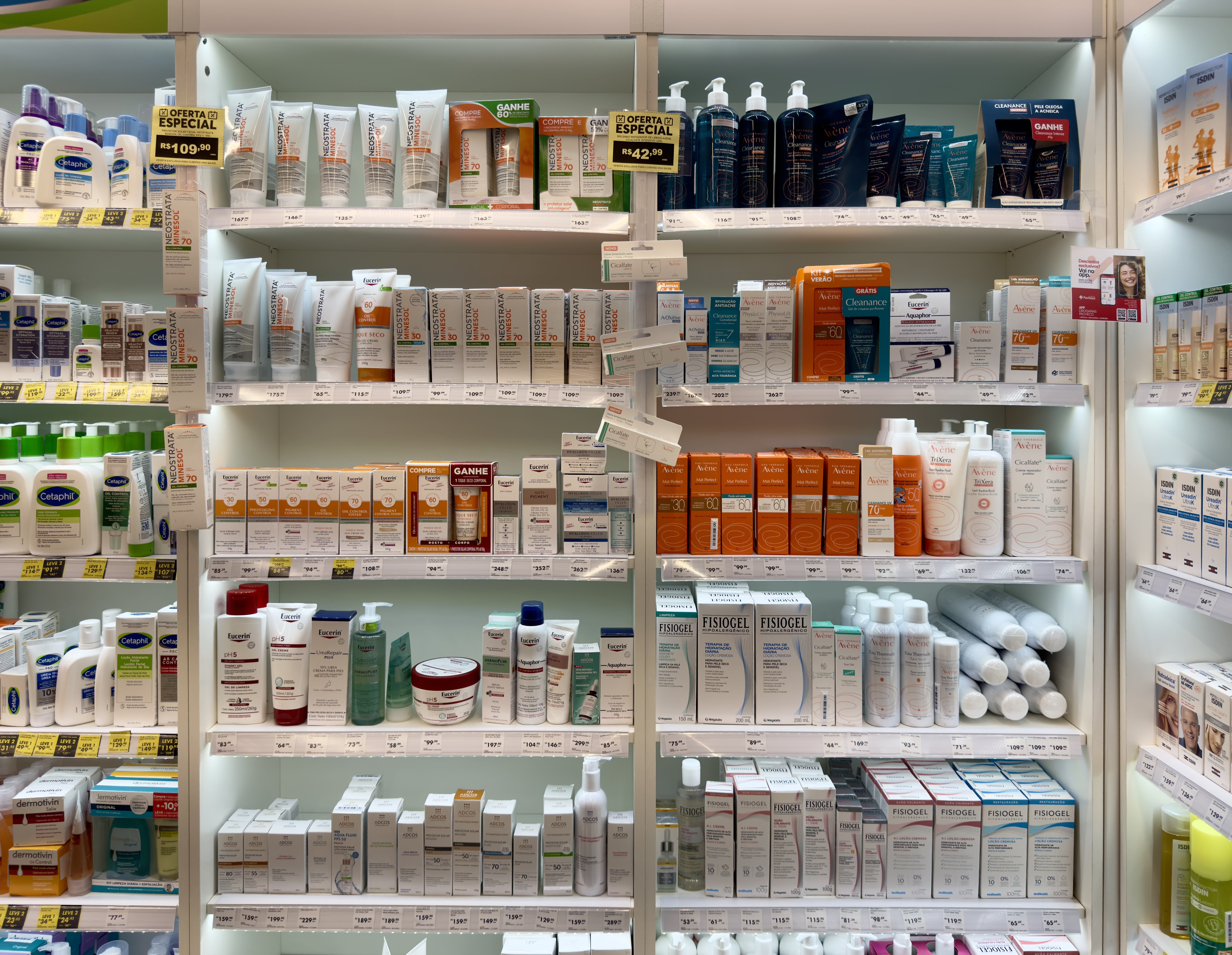
محصولات آرایشی بهداشتی و مراقبتی
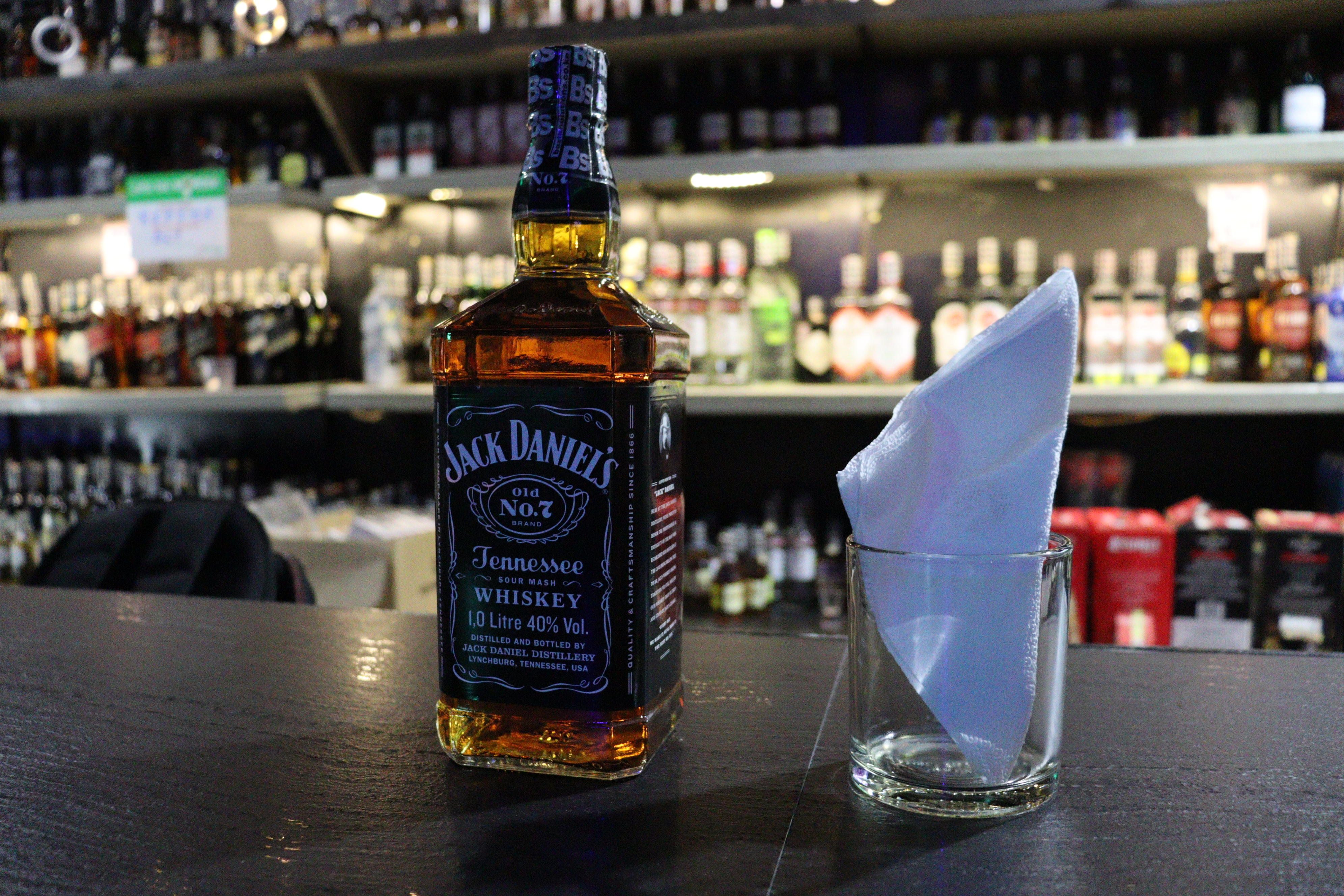
ویسکی جک دنیلز
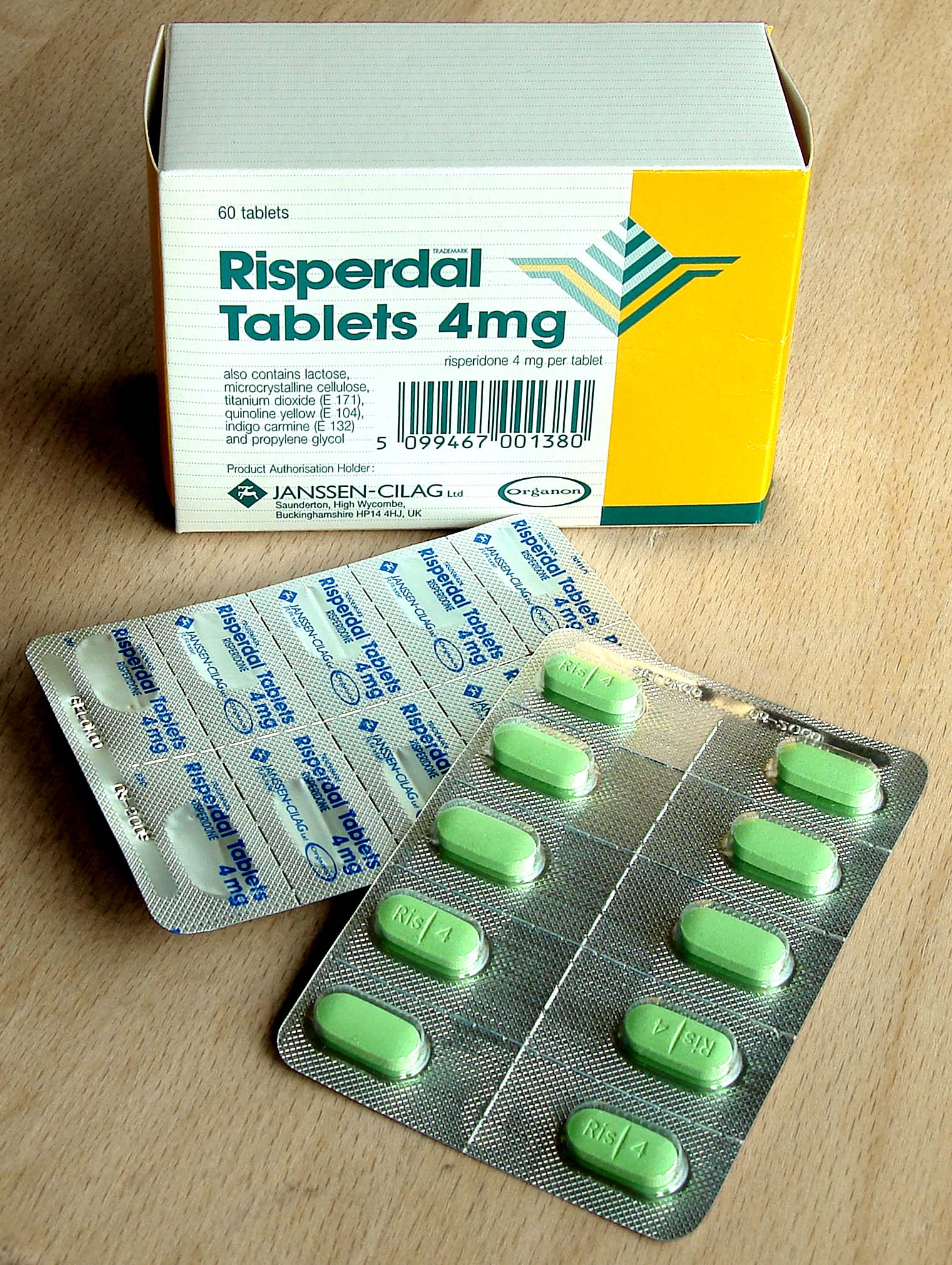
انواع دارو
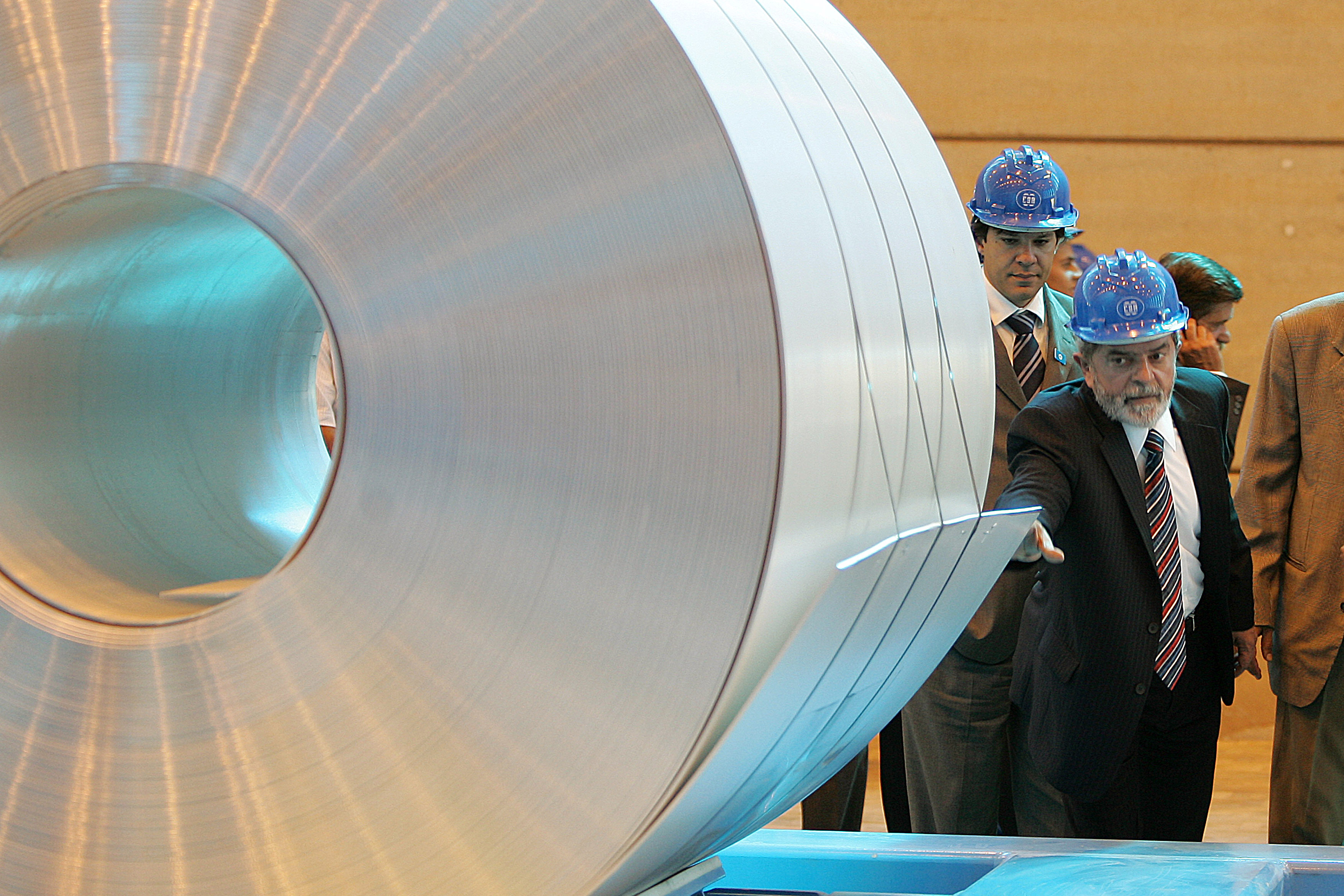
ورق‌های آلومینیوم

- صنایع غذایی و فرآوری غذایی
- غذادارو
- مشروبات الکلی
- پلاستیک‌‌ها
- صنایع رنگ و پوشش‌های صنعتی
- ساخت ادوات نیم‌رسانا
- مواد شیمیایی خاص
- صنایع فرآوی فولاد و آلومینیوم
- صنایع تولید پارچه
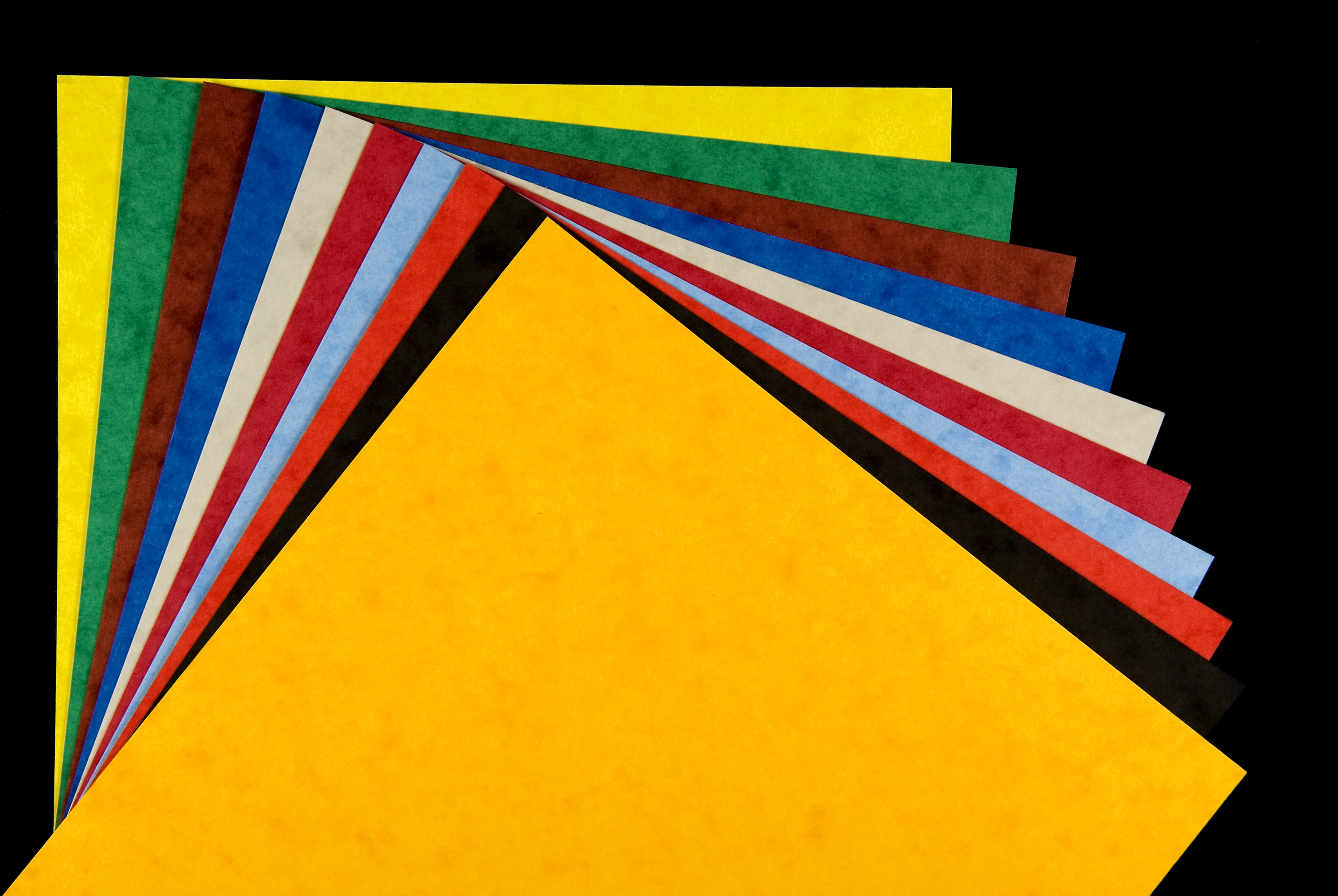
تولید کاغذ  - نمونه هایی از محصولات حاصل از تولید فرایندی
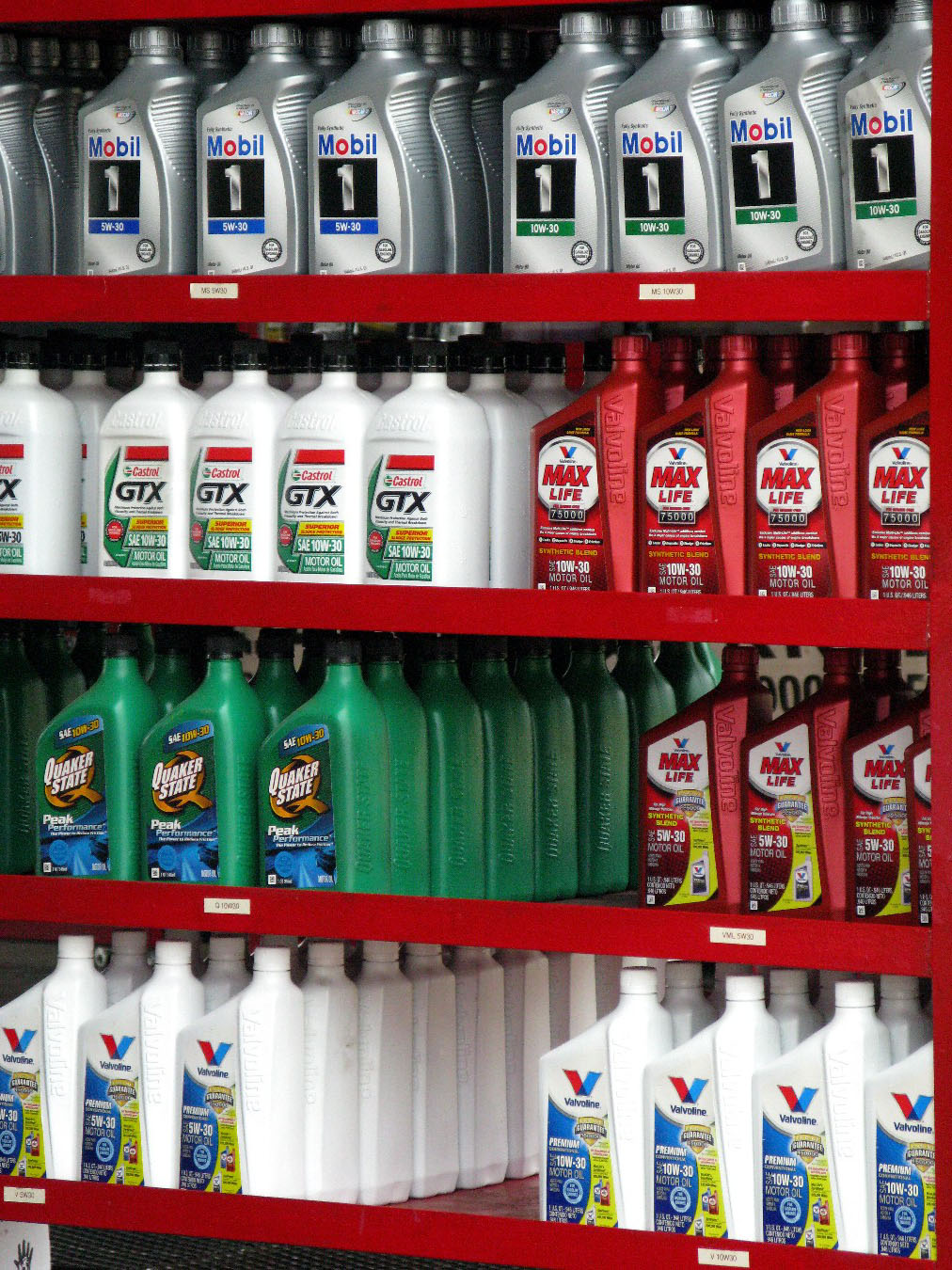
روغن موتور
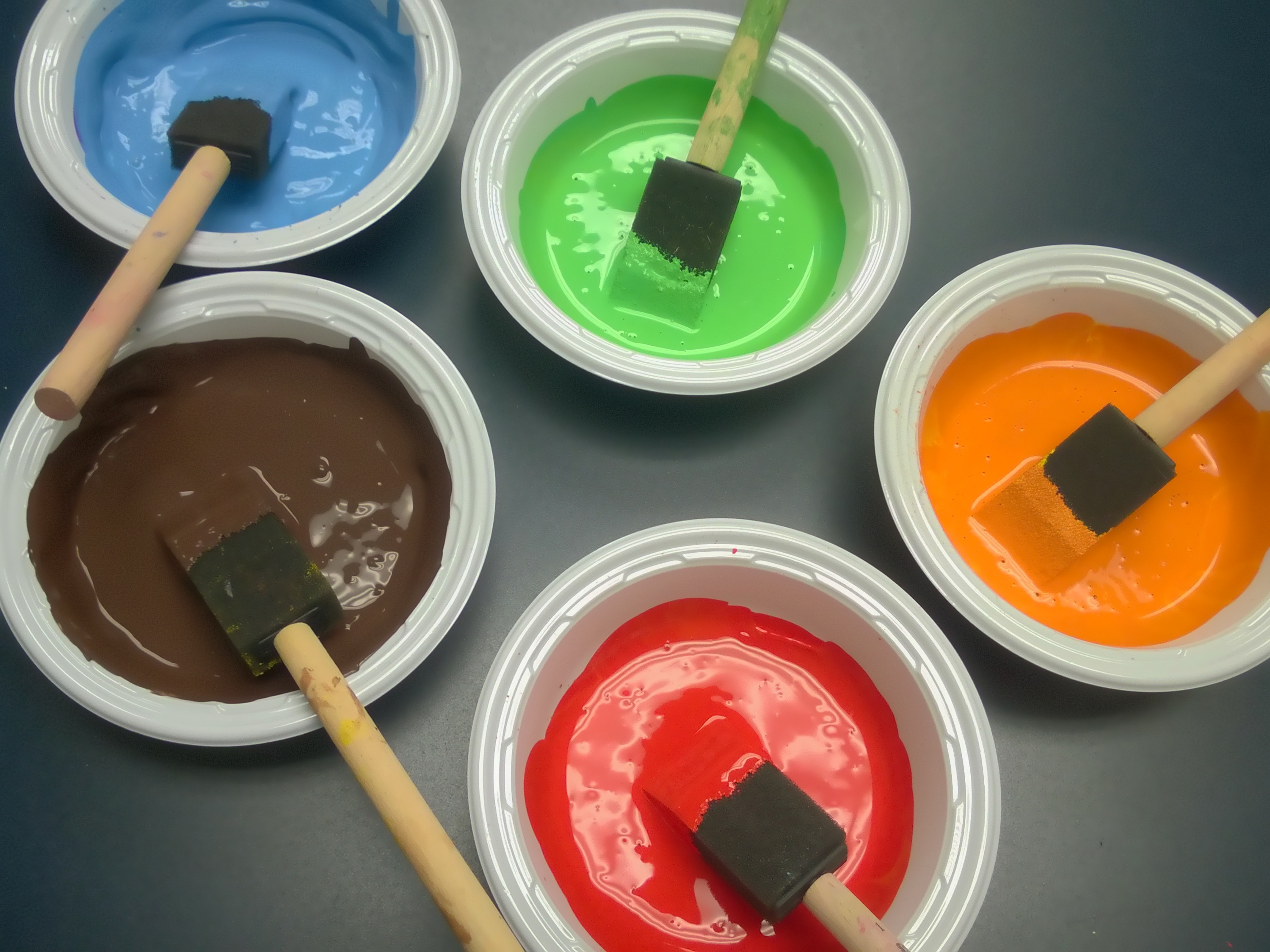
رنگ‌های صنعتی
  - کنسرو لوبیا هاینز
  - محصولات آرایشی بهداشتی
  - ویسکی جک دنیلز
  - انواع دارو
  - ورق‌های آلومینیوم
  - انواع کاغذ
  - روغن موتور
  - رنگ‌های صنعتی

## فرمولاسیون
فرمولاسیون مفهوم ساده‌ای است، اما اغلب به اشتباه با فهرست مواد (Bill of Materials) یکی دانسته می‌شود. فرمولاسیون مشخص می‌کند که چه مواد اولیه‌ای و چه مقدار (مانند پوند، گالون، لیتر) برای تولید مقدار مشخصی از محصول نیاز است. نکته‌ای که باید به آن توجه کرد این است که برای کار با فرمول، واحدهای اندازه‌گیری باید هم‌خوانی داشته باشند؛ برای این منظور، به یک موتور تبدیل واحد انعطاف‌پذیر که تحت پوشش نرم‌افزار ERP کار می‌کند، نیاز است. علاوه بر این، قوانین تبدیل و واحدها باید برای پوشش دادن نیازهای منحصربه‌فرد کسب‌وکار تعریف شوند. فرمولاسیون سپس باید به مقیاس توسعه و سپس به مقیاس تولید افزایش یابد و اغلب باید در سایت‌های تولیدی در سراسر جهان منتقل و تأیید شود.
نسبت مواد اولیه در یک فرمول نیاز به ویژگی مقیاس‌پذیری را نیز برجسته می‌کند.  
برای مثال، یک فرمول برای تولید ۵۰۰ لیتر از یک ماده شیمیایی باید به گونه‌ای باشد که بتواند برای تولید ۲۵۰ لیتر یا ۱۰۰۰ لیتر نیز مقیاس‌پذیر باشد. جنبۀ دیگر مقیاس‌پذیری این است که امکان تولید بر اساس مقدار مواد موجود را فراهم می‌کند. 
مثالی برای روشن کردن این نکته: اگر در حال ساخت یک خودرو باشید و فقط دو تایر از چهار تایر لازم را داشته باشید، نمی‌توانید نصف خودرو بسازید. به عبارت دیگر، برای ساخت محصول نهایی، باید تمام قطعات در مقدار مورد نیاز در دسترس باشند؛ این مورد قابل مقیاس نیست. اما در تولید فرایندی، اگر بخواهید ۱۰۰۰ گالن نوشابه تولید کنید و فقط ۵۰۰ گالن آب گازدار از ۱۰۰۰ گالن مورد نیاز در اختیار دارید، این امکان وجود دارد که نصف مقدار نوشابه را تولید کنید. در تولید فرایندی می‌توانید به اندازه‌ای از محصول نهایی بسازید که متناسب با کوچک‌ترین مقدار موجود از یکی از مواد اولیه در فرمول باشد.

## بسته‌بندی

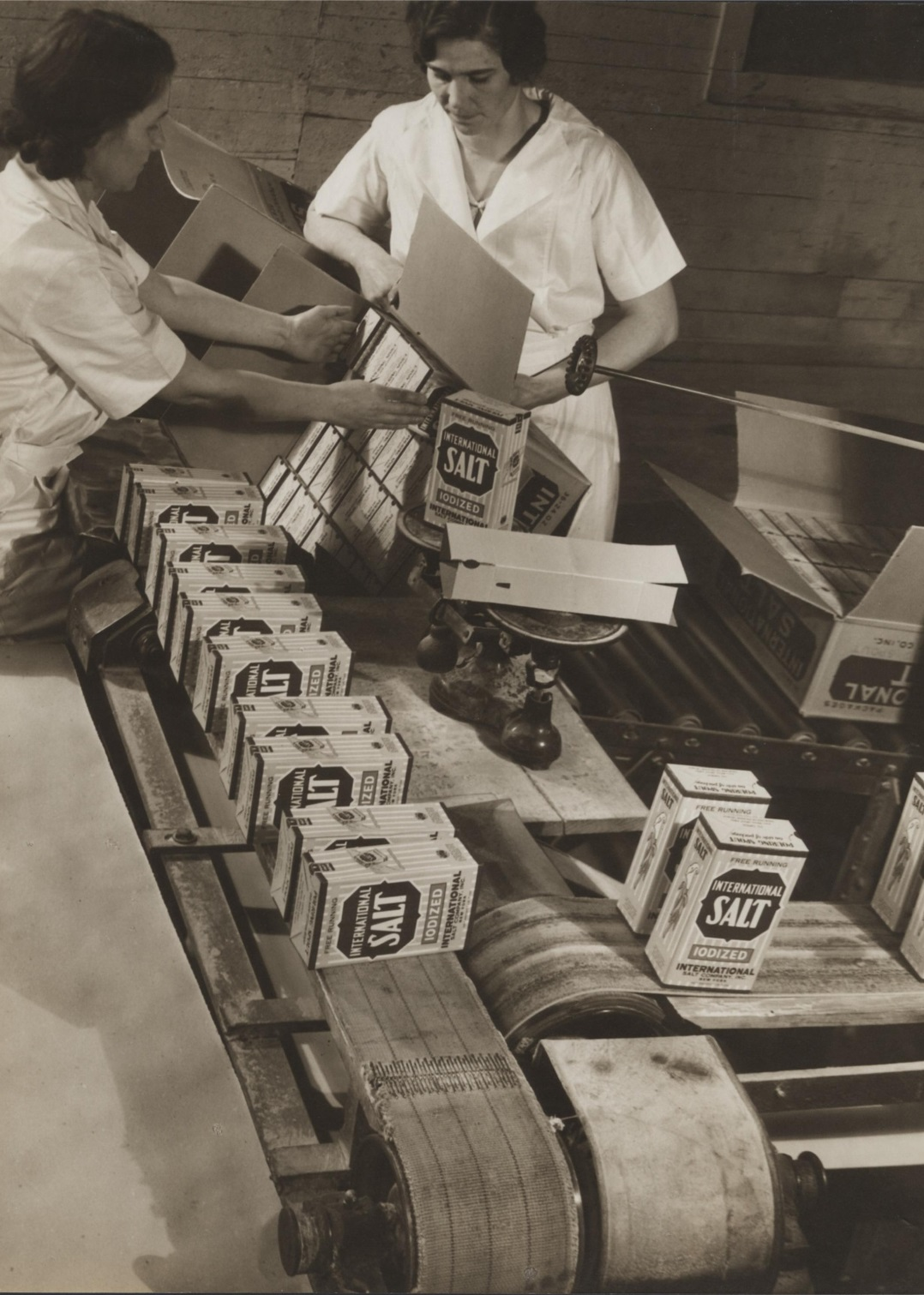
بسته بندی جعبه هایی از نمک

دستورالعمل بسته‌بندی مشابه یک فرمول است، اما به جای توصیف نسبت مواد اولیه، مشخص می‌کند که محصول نهایی چگونه به مرحله‌ی مونتاژ نهایی می‌رسد. دستورالعمل بسته‌بندی شامل مواردی مانند ظروف، برچسب‌ها، جعبه‌های مقوایی و روکش‌های پلاستیکی است. در تولید فرایندی، محصول نهایی معمولاً به صورت عمده تولید می‌شود، اما به ندرت به صورت عمده به مشتری تحویل داده می‌شود. 
برای مثال، تولیدکننده نوشابه محصولات را در دسته‌های هزاران گالون تولید می‌کند. با این حال، مصرف‌کننده نوشابه را در قوطی‌های آلومینیومی ۱۲ اونسی، یا بطری‌های پلاستیکی ۱۶ اونسی، یا بطری‌های ۱ لیتری خریداری می‌کند. همچنین یک رستوران‌دار ممکن است گزینه‌ای داشته باشد که نوشابه را در ظروف فلزی ۵ یا ۵۰ گالنی به صورت شربت دریافت کند، به‌طوری که آب گازدار بعداً به آن اضافه شود.
چرا این مفهوم مهم است؟
مقایسه کنید که شرکت کوکاکولا چقدر فرمول تولید نوشابه‌ی کوک را تغییر می‌دهد نسبت به اینکه چقدر دستورالعمل‌های بسته‌بندی تغییر می‌کنند. اگر فرمول و دستورالعمل بسته‌بندی به هم متصل باشند، آنگاه هر بار که بسته‌بندی تغییر کند، فرمول نیز باید اصلاح شود. به همین ترتیب، هر زمان که فرمول تغییر کند، تمام دستورالعمل‌های بسته‌بندی نیز باید تغییر کنند. این موضوع هزینه‌های نگهداری را افزایش می‌دهد و احتمال خطا را بالا می‌برد. در تولید فرایندی، فرمول تولید محصول و دستورالعمل بسته‌بندی محصول در ساختارهای جداگانه وجود دارند تا هزینه را کاهش دهند.
در چرخۀ تولید، یک دستور کار یا یک سفارش برای تولید محصول به صورت عمده صادر می‌شود. علاوه بر آن، سفارش‌های جداگانه‌ای نیز برای نشان دادن چگونگی بسته‌بندی و ارسال مواد عمده به مشتری نیز صادر می‌شوند. این موضوع در صنایع فرایندی که محصولات با برند اختصاصی (private labels) می‌سازند، اهمیت دارد. 

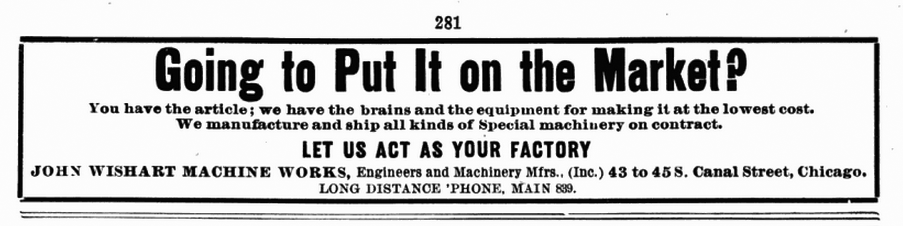
یک تبلیغ در سال 1905 برای تولید تحت نام تجاری شخصی

برای مثال، فروشگاه‌های زنجیره‌ای بزرگ محصولاتی مانند سوپ، نوشابه و گوشت را تحت نام تجاری خود می‌فروشند، به همین دلیل به آن‌ها "برند اختصاصی" می‌گویند. اما این فروشگاه‌ها کارخانۀ تولیدی خود را ندارند و برای این محصولات قرارداد می‌بندند. 
در مورد سوپ‌ها، تولیدکنندگان فرایندی، قوطی‌های آلومینیومی بدون توصیف و بدون برچسب از سوپ را تولید و انبار می‌کنند. (از آنجا که قوطی‌ها پر می‌شوند، بسته می‌شوند و سپس تحت فشار پخته می‌شوند، ماندگاری آن‌ها طولانی است.)
با جداسازی فرمول محصول از دستورالعمل بسته‌بندی، می‌توان یک سفارش تولید یا فرآیند صادر کرد تا قوطی‌های سوپ تولید و انبار شوند و بعداً، هنگامی که مشتری آماده سفارش سوپ است، یک سفارش کار برای برچسب‌گذاری قوطی‌ها با مشخصات مشتری صادر شود، پیش از اینکه به فروشگاه ارسال شوند. بنابراین، جداسازی فرمول و دستورالعمل بسته‌بندی، تولید فرایندی را کارآمدتر و مؤثرتر می‌کند. 

## سیستم‌ها و روش‌های تولید فرایندی

### برنامه‌ریزی منابع سازمانی (ERP)

دیاگرام شامل چند مدل معمول ERP

تولید گسسته و تولید فرایندی از سیستم‌های برنامه‌ریزی منابع سازمانی متفاوتی استفاده می‌کنند که تمرکزها متفاوتی دارند و مسائل مختلفی را حل می‌کنند. به همین دلیل، نرم‌افزار ERP که برای تولید گسسته یا حتی تولید هیبریدی طراحی شده، در محیط تولید فرایندی به خوبی عمل نمی‌کند. در تولید فرایندی، محصول نهایی قابل تجزیه به مواد اولیه اصلی نیست، مانند آبجو یا سس پاستا. بنابراین، نرم‌افزار ERP باید بتواند این پیچیدگی‌ها را در توانایی خود برای تبدیل و انتقال مواد اولیه به کالاهای نهایی در نظر بگیرد. 
برای تولیدکنندگان، فرمولاسیون، ردیابی، مدیریت واحدهای اندازه‌گیری و تبدیل آن‌ها، محاسبات مواد اولیه و ثبت مراحل تولید و یادداشت‌های تولید پارامترهای کلیدی برای نرم‌افزار ERP هستند. به عنوان مثال می‌توان به مدل SAP اشاره کرد.

### بازرسی در فرایند و کنترل آماری فرایند
بازرسی در فرایند در تولید فرایندی به بررسی در هر نقطه از تولید یک محصول اشاره دارد و به عنوان "تایید محصول در فرایند" نیز شناخته می‌شود. هدف از بازرسی در فرایند، اطمینان از این است که الزامات برای محصول قبل از نهایی شدن و انتقال به مرحلۀ بعد برآورده می‌شوند. شناسایی یک مشکل در مراحل اولیۀ تولید امکان اصلاح و اقدام پیشگیرانه برای جلوگیری از اتلاف زمان و منابع در پایان چرخۀ تولید را فراهم می‌کند. 
کنترل آماری فرایند مکملی برای تولید فرایندی و بازرسی‌هایی در فرایند است تا اطمینان حاصل شود که فرایند به طور کارآمد عمل کرده و محصولات بیشتری مطابق با مشخصات درست و با ضایعات کمتر (بازکاری یا دورریز) تولید می‌کند.

### رویکرد فرایندی در سیستم‌های مدیریت
رویکرد فرایندی یکی از هفت اصل مدیریت کیفیت است که استانداردهای سیستم‌های مدیریت ISO بر اساس آن بنا شده‌اند و شامل ایجاد فرایندهای سازمان به گونه‌ای است که به عنوان یک سیستم کامل و یکپارچه عمل کنند.
در فرآوری مواد غذایی، محصول منطبق با خواسته باید از یک فرایند منطبق بیاید. در مقابل، در تولید گسسته یک محصول نهایی پس از تولید برای انطباق بررسی می‌شود. یک مثال از اینکه چگونه رویکرد فرایندی مکمل یک صنعت فرایندی است، پیاده‌سازی شدن استاندارد ISO 22000 به عنوان یک سیستم مدیریت ایمنی غذایی (FSMS) است.
رویکرد فرایندی شامل تعریف و مدیریت سیستماتیک فرایندها و تعاملات آن‌ها برای دستیابی به نتایج مورد نظر مطابق با سیاست ایمنی غذایی و جهت‌گیری استراتژیک سازمان است. مدیریت فرایندها و سیستم به طور کلی می‌تواند با استفاده از چرخه پی‌دی‌سی‌ای (برنامه‌ریزی، اجرا، بررسی، اقدام) انجام شود، با تمرکز کلی بر تفکر مبتنی بر ریسک برای استفاده از فرصت‌ها و جلوگیری از نتایج نامطلوب.